# منظمات جيم كروكيت
منظمات جيم كروكيت المحدودة هي شركة منظمة للمصارعة المحترفة مملوكة عائليًا ومقرها في شارلوت بكارولاينا الشمالية في الولايات المتحدة، وقد أعاد تأسيسها نجل جيم كروكيت وشقيق جيم كروكيت الابن ديفيد كروكيت. تأسست المنظمات في عام 1931، وقد برزت باعتبارها حجر الزاوية في تحالف المصارعة الوطني. بحلول الثمانينيات، كانت منظمات جيم كروكيت، إلى جانب وورلد ريسلينغ فيدرايشن، واحدة من أكبر منظمتين للمصارعة المحترفة في الولايات المتحدة. باعت عائلة كروكيت حصة الأغلبية في المنظمة لنظام تيرنر للبث، الذي استحوذت عليه شركة تايم وارنر في عام 1996، (التي أصبحت فيما بعد وارنر ميديا من 2018 إلى 2022، والمعروفة الآن باسم وارنر برذرز. ديسكفري)، مما أدى إلى إنشاء ورلد تشامبيونشيب ريسلينغ من عام 1988.

## التاريخ

### التاريخ المبكر (1935-1952)
كان جيم كروكيت (1909-1973) مروجًا للأحداث الحية بما في ذلك المصارعة المحترفة والحفلات الموسيقية والمسرحيات ودوري البيسبول الصغير وهوكي الجليد. في عام 1935، أسس منظمة المصارعة المحترفة الخاصة به، منظمات جيم كروكيت (جيه سي بي). قام كروكيت ببناء جيه سي بي كمنظمة إقليمية تركز على كارولينا وفرجينيا.
ومع أن النشاط التجاري كان يُطلق عليه دائمًا «منظمات جيم كروكيت»، إلا أنه استخدم مجموعة متنوعة من الأسماء المستعارة كأسماء تجارية لبرامج تلفزيونية معينة وإعلانات الصحف والإذاعة، وحتى على تذاكر الأحداث نفسها. من بين الأسماء التجارية التي أنشأتها جيه سي بي: «تشامبيونشيب ريسلينغ» و«آول ستار ريسلينغ» و«إيست كوست ريسلينغ»، و«ميد-أتلانتك تشامبيونشيب ريسلينغ»، و«ميد-أتلانتك تشامبيونشيب سبورتس»، و«وايد وورلد ريسلينغ»، و«إن دبليو إيه برو ريسلينغ»، مع «وورلد وايد ريسلينغ»، و«إن دبليو إيه وورلد وايد ريسلينغ»، وبالطبع «إن دبليو إيه وورلد تشامبيونشيب ريسلينغ».

### من الخمسينيات إلى الستينيات
انضم كروكيت إلى تحالف المصارعة الوطني (إن دبليو إيه) في عام 1952، وغطت «منطقته» فرجينيا وكارولاينا الشمالية وكارولاينا الجنوبية. أصبح اسم «ميد-أتلانتك تشامبيونشيب ريسلينغ» الاسم التجاري الأساسي لجيه سي بي[بحاجة لمصدر] في الإعلانات المطبوعة والإذاعية وغيرها (تم استخدام الاسم أيضًا لبرامجها التلفزيونية الرئيسية). تأسست الشركة في الخمسينيات من القرن الماضي.

### السبعينيات
توفي جيم كروكيت عام 1973 حيث ترك جيه سي بي لعائلته، مع تولي ابنه الأكبر، جيم كروكيت الابن، منصب الرئيس التنفيذي.
بقيادة كروكيت الأصغر وتحت إشراف قوة إبداعية جديدة - المصارع السابق الذي تحول إلى حاجز المباريات جورج سكوت - ابتعدت المنظمات عن استعراض مباريات مصارعة الفرق فقط، إلى التركيز في المقام الأول على مباريات المصارعة الفردية (مع كون مباريات الفرق الثنائية تلعب دورًا كبيرًا في الشركة).
بحلول أوائل السبعينيات من القرن الماضي، كانت جيه سي بي قد ألغت تدريجيًا تسجيلاتها التلفزيونية الأسبوعية المتعددة في مدن مثل شارلوت بكارولاينا الشمالية وغرينفيل بكارولاينا الجنوبية، وهاي بوينت بكارولاينا الشمالية، ودمجت جدول إنتاجها في جلسة تصوير واحدة فقط (ليلة الأربعاء في تصوير الفيديو في WRAL-TV في رالي)، ثم تجميع البث لعدة محطات تلفزيونية محلية في جميع أنحاء كارولينا وفرجينيا. في عام 1981، انتقلت جيه سي بي إلى استوديوهات WPCQ-TV في شارلوت (وهي محطة مملوكة من قبل تد تيرنر).
أفسحت العروض المحلية التي استضافها مذيعون مثل بيلي «بيغ بيل» وارد (من WBTV في شارلوت) وتشارلي هارفيل (في WGHP في هاي بوينت) المجال لميد-أتلانتك تشامبيونشيب ريسلينغ (المعروفة لفترة وجيزة في 1978 باسم ميد-أتلانتك تشامبيونشيب سبورتس). استضاف بوب كودل، (مضيف أخبار الطقس في WRAL) ميد-أتلانتك وانضم إليه مجموعة من المضيفين المشاركين (من ليه ثاتشر إلى الدكتور توم ميلر)، قبل أن يصبح ديفيد كروكيت (ابن آخر لجيم كروكيت الأب.) هو المضيف الدائم لبوب / كمعلق لون (بعد انتهائه من مهنة قصيرة جدًا كمصارع). ولفترة وجيزة، تم تسجيل عرض ثانوي، إيست كوست ريسلينغ، في WRAL؛ كان هذا في الأساس نسخة معاد تعبئتها من ميد-أتلانتك، واستضافها أيضًا بيلي «بيغ بيل» وارد.
في عام 1975، قدمت جيه سي بي عرضًا مشتركًا جديدًا، وايد وورلد ريسلينغ (أعيدت تسميته وورلد وايد ريسلينغ في عام 1978). كان المضيف الأصلي لهذا العرض هو المذيع السابق في جورجيا تشامبيونشيب ريسلينغ إد كابرال. ومن بين المذيعين اللاحقين في وايد وورلد / وورلد وايد ليه ثاتشر وجورج وساندي سكوت والدكتور توم ميلر. كما استضافه ريتش لاندروم وجوني ويفر. وفي عام 1978، أضافت جيه سي بي لاحقًا عرضًا قصير العمر، ذا بيست أوف إن دبليو إيه ريسلينغ، والذي تم تسجيله في استوديوهات WCCB في شارلوت (عبر الشارع من مدرج بوجانجلز، الذي كان مكان منتظم للأحداث الحية في ميد-أتلانتك) وفيه ظهر المصارع النشط آنذاك جوني ويفر وهو جالس مع كبار النجوم في برنامج بشكل «عرض المدرب» (حيث قام المضيف والضيف بتعليق أكثر من 16 ملم من لقطات الفيلم للمباريات من الساحات المحلية). ظهر ريتش لاندروم وديفيد كروكيت في «بيست أوف»، حيث أجروا مقابلات ترويجية لعروض الساحة المحلية.

### التوسع الإقليمي (1978-1983)
بدأت جيه سي بي بالتوسع تدريجيًا، حيث بدأت في تشغيل العروض في شرق تينيسي وأجزاء من فيرجينيا الغربية وحتى سافانا بجورجيا. وفي أواخر السبعينيات وأوائل الثمانينيات، أقامت عروض منتظمة في سينسيناتي ودايتون بأوهايو. كما اشترى كروكيت وسكوت حصص أقلية في منظمة مابل ليف ريسلينغ التي يقودها فرانك تاني ومقرها تورونتو. تم بث ميد-أتلانتك تشامبيونشيب ريسلينغ أيضًا على محطة بوفالو في نيويورك، مما مكن مؤسسة تاني / كروكيت / سكوت من تقديم قائمة كاملة من العروض إلى أونتاريو وشمال نيويورك.
في الثمانينيات من القرن الماضي، بدأ كروكيت الابن في تعزيز منظمات الأعضاء الجنوبيين في تحالف المصارعة الوطني. بعد التخلص من العلامة التجارية ميد-أتلانتك تشامبيونشيب ريسلينغ، بدأ في الترويج لأحداثه ببساطة باعتبارها عروض إن دبليو إيه، مع أن منظمته ظلت متميزة عن كيان إن دبليو إيه الأكبر. في أغسطس 1980، تم انتخاب كروكيت الابن رئيسًا لإن دبليو إيه، وفي العام التالي، تولى أول أندرسون حاجز المباريات السابق (والمستقبلي) من جورجيا تشامبيونشيب ريسلينغ (جي سي دبليو) منصب وكيل الحجز في ميد-أتلانتك (في نفس العام نقل كروكيت تسجيلاته التلفزيونية من رالي إلى شارلوت). في عام 1981، حجز أندرسون مباريات كلًا من جيه سي بي وجي سي دبليو في وقت واحد.
في عام 1982، دخل كروكيت في شراكة مع المصارعين ريك فلير وبلاك جاك موليجان لبدء ساوثرين تشامبيونشيب ريسلينغ، وهي شركة ثانوية خارج نوكسفيل في تينيسي. برز في العرض نجوم مثل موليجان وابنه باري ويندهام (حينها أطلق عليه اسم بلاك جاك موليجان الابن)، وكيفن سوليفان وواين فيريس وستومبر المنغولي وتيري تايلور وتيم هورنر وآخرون. مع ذلك استمر المشروع أقل من عام.

### التوسع الوطني (1983-1985)
بحلول الثمانينيات، كانت مصارعة المحترفين الأمريكية تمر بتغيرات متسارعة ومزلزلة. كان النظام القديم المعتمد من إن دبليو إيه للمنظمات المنفصلة والإقليمية «للمناطق» ينهار تحت ضغط تنافسي متزايد من منظمة وورلد ريسلينغ فيدرايشن التابعة لفينس مكمان –وهي نفسها منظمة إقليمية مملوكة عائليًا تغطي شمال شرق الولايات المتحدة– والذي كان يتوسع بقوة على مستوى البلاد. كان لدى كروكيت أهداف توسع مماثلة، تُصور إن دبليو إيه مثل كتلة موحدة من خلال شراء جيه سي بي أو الاندماج مع جميع العروض الترويجية الإقليمية لإن دبليو إيه.
أدرك تد تيرنر، الذي سيتم توزيع محطته التليفزيونية WTCG في أتلانتا على المستوى الوطني عبر القمر الصناعي ابتداءً من عام 1976، قيمة المصارعة المحترفة للتلفزيون الكبلي في أوائل السبعينيات. بثت WTCG برامج جورجيا تشامبيونشيب ريسلينغ في أمسيات السبت، وقدمت المصارعة مشروعه الوليد آنذاك (SuperStation WTBS المستقبلية) مصدرًا للترفيه الحي الرخيص الذي كان مناسبًا تمامًا للتركيبة السكانية المستهدفة للمحطة. يمكن لتيرنر تشغيل إعلانات لكل استفسار (لمنتجات مثل ألبومات سليم ويتمان وسكاكين جينسو) والمشاركة في أرباح المبيعات فقط من خلال توفير جمهور كبير للمشاهدة من خلال قاعدة المعجبين المخلصين للمصارعة المحترفة (لم تجذب المصارعة عمومًا عائدات إعلانات كبيرة في ذلك الوقت، بسبب التصورات السلبية للصناعة عن الديموغرافية المستهدفة ذات الدخل المنخفض).
طلبت شركة نظام تيرنر للبث، الشركة الأم لـSuperStation TBS، من جورجيا تشامبيونشيب ريسلينغ تغيير اسم علامتها التجارية العامة إلى وورلد تشامبيونشيب ريسلينغ، مما أثار شائعات بأن الشركة التي يتحكم فيها جيم بارنت ستصبح وطنية؛ وافقت جي سي دبليو على تغيير الاسم لوورلد تشامبيونشيب ريسلينغ في عام 1982. في غضون ذلك، بحلول عام 1983، انتقلت جيه سي بي من تسجيل عروضها الأسبوعية في استوديو تلفزيوني إلى التصوير في الموقع، والمباريات في أحداث الساحة الحية. وبعد شراء وحدة إنتاج تلفزيوني متنقل مقابل مليون دولار، كشف كروكيت النقاب عن بطاقة ستارركايد السنوية المهيمنة على إن دبليو إيه.
في عام 1984، اشترت منظمة وورلد ريسلينغ فيدرايشن التابعة لمكمان حصة مسيطرة في جي سي دبليو من عدد من مالكيها المشاركين (بما في ذلك بارنت والأخوين جاك وجيري بريسكو)، وبالتالي اكتسبت السيطرة على الفترة الرئيسية لليلة السبت الخاصة بجي سي دبليو على تي بي إس. كان هذا التكتيك - اختيار الفترات الزمنية للأقاليم المتنافسة في «الفناء الخلفي» الخاص بهم / أسواق التلفزيون المحلية - جزءً من إستراتيجية التوسع الوطنية لمنظمة وورلد ريسلينغ فيدرايشن. لكن لدهشة مكمان، جاءت هذه الخطوة بنتائج عكسية مع تي بي إس. عندما بثت دبليو دبليو إف أول عرض لها على تي بي إس في 14 يوليو، ليحل محل وورلد تشامبيونشيب ريسلينغ ، كان رد فعل المشاهدين شديدًا، حيث كان مشجعو العرض الجنوبيون غاضبين لرؤية أن نجومهم المحبوبين قد تم استبدالهم فجأة - دون إشعار مسبق - بـ«قوة غازية» من المصارعين القادمين «من الشمال»، وهو حدث أصبح معروفًا منذ ذلك الحين في تقاليد المصارعة المحترفة باسم السبت الأسود. استجابة لطوفان الشكاوى الذي أعقب ذلك، منحت تي بي إس عرضًا لمنظمة مصارعة مبتدئة تسمى تشامبيونشيب ريسلينغ فروم جورجيا (مدعومة من مساهم جي سي دبليو الرافض وعضو إن دبليو إيه فريد وارد ومصارع جي سي دبليو السابق / حاجز المباريات أول أندرسون) في وقت مبكر من صباح يوم السبت حتى يمكن مشاهدة النجوم المحليين. كان برنامج تشامبيونشيب ريسلينغ فروم جورجيا التلفزيوني (الذي كان له نفس اسم العرض نفسه)، إلى جانب ميد-ساوث ريسلينغ التابع لبيل واتس (الذي منحه تيرنر أيضًا فترة زمنية)، قد تجاوز بسهولة تصنيفات بث دبليو دبليو إف، والتي تضمنت مقاطع وعروض ترويجية للمصارعين فقط بدلًا من المباريات الأصلية. بدأ الانخفاض الحاد في تصنيفات عرض دبليو دبليو إف مساء السبت، وتسبب المشاهدين الذين يطالبون بعودة جي سي دبليو، في جعل حركة دبليو دبليو إف خطوة خاسرة. في النهاية، خفض مكمان خسائره وباع الفترة الزمنية إلى كروكيت مقابل مليون دولار. ومع أن هذا أعطى كروكيت انكشافًا وطنيًا حيويًا، إلا أنه سمح أيضًا لمكمان بتمويل حدث المصارعة الخاص به، راسلمينيا. كانت سلسلة الأحداث هذه حاسمة في قرار تيرنر النهائي بشراء إن دبليو إيه وتشكيل وورلد تشامبيونشيب ريسلينغ (دبليو سي دبليو) في عام 1988.
تمت إضافة شعور إضافي بالإلحاح إلى طموحات كروكيت للتوسع الوطني عندما انضم جاك ابن شقيق فرانك تاني وخليفته بعد وفاته إلى وورلد ريسلينغ فيدرايشن. سيتعين على كروكيت الآن إما العثور على شركاء ومنظمين آخرين راغبين أو شرائهم إذا أراد تشغيل عروض خارج منطقة وسط المحيط الأطلسي. تميزت هذه الفترة أيضًا بمحاولة كروكيت الأولى لإنشاء منظمة وطنية؛ احتاج كروكيت وشركات المصارعة الأخرى إلى هذه الفرصة بعد إتمام دبليو دبليو إف صفقة شارء إقليم تورنتو، وكذلك بعد بث برنامج دبليو دبليو إف الحرب لتسوية النتيجة على إم تي في وحصوله على تصنيفات عالية. وبالتعاون مع أميركان ريسلينغ أسوسييشان (إيه دبليو إيه) ومقرها مينيابوليس، وتشامبيونشيب ريسلينغ فروم جورجيا ومنظمات جاريت ومقرها ممفيس، أسست جيه سي بي برو ريسلينغ يو إس إيه. ومع ذلك، انهارت المنظمة في يناير 1986.

### توحيد تحالف المصارعة الوطني (1985-1988)
اشترى كروكيت من أول أندرسون منظمة تشامبيونشيب ريسلينغ فروم جورجيا، في 6 أبريل 1985، وأعيد انتخابه رئيسًا لإن دبليو إيه. كان هذا للمساعدة في مواجهة دبليو دبليو إف، بعد أن أصبحت المسيطرة على مجال المصارعة في أمريكا في أعقاب راسلمينيا. ثم اشترى كروكيت كل من وقتين بث في تي بي إس لمساء السبت من فينس مكمان وملأ الفترة الزمنية بساعتين من البرمجة الأصلية التي تم تصويرها في استوديوهات تيد تيرنر أتلانتا. تم بث البرنامج تحت شعار وورلد تشامبيونشيب ريسلينغ، والذي تم تبنيه من قبل جي سي دبليو قبل زوالها. تمت الإشارة إلى الشركة بأكملها بشكل متكرر في مجلة Pro Wrestling Illustrated المؤثرة والمنشورات الشقيقة باسم دبليو سي دبليو أو بشكل أكثر شيوعًا باسم «منطقة بطولة العالم». نتيجة للنجاح الذي حققته وورلد تشامبيونشيب ريسلينغ الآن من الحصول على وقت بث في ليلة السبت، فقد تمكن كروكيت (إلى جانب مع حاجز المباريات في جيه سي بي داستي رودز) من إقامة جولة حلبة مصارعة صيفية سنوية، «ذا جريت أميركان باش» بداية من بطاقة مباريات ضخمة واحدة في 1985 والتوسع لاحقًا في جولة كاملة عام 1986.
بحلول عام 1987، تم انتخاب كروكيت لولاية ثالثة كرئيس لإن دبليو إيه، واكتسب السيطرة (إما من خلال اتفاقيات الشراء أو العمل) على نادي سانت لويس للمصارعة، ومناطق الجذب الرياضية في قلب أمريكا (علامات تجارية تابعة لبوب جيجل)، وتشامبيونشيب ريسلينغ فروم فلوريدا، ميد-ساوث سبورتس التابعة لبيل واتس (التي كانت تعمل تحت ميد-ساوث ريسلينغ، والتي صارت تعرف لاحقًا عند التوسع باسم يونيفيرسال ريسلينغ فيدرايشن). ومع أن كروكيت لديه الآن ستة أقاليم موحدة تحت رايته ويقود إن دبليو إيه، إلا أن جيه سي بي وإن دبليو إيه كانا لا يزالان كيانين منفصلين، وكروكيت –مثل جميع مروجي إن دبليو إيه قبل ومنذ ذلك الحين– كان ببساطة يرخص اسم العلامة التجارية إن دبليو إيه، الذي كانت قيمته الحقيقية بمثابة علامة تجارية ذات مصداقية وموثوقية من قبل المعجبين لبطولات المصارعة. ومع ذلك، كان لكروكيت قبضة حديدية على بطولة الوزن الثقيل العالمية إن دبليو إيه خلال فترة رئاسته؛ عند هذه النقطة، كان أفضل مصارع في جيه سي بي، ريك فلير، هو البطل. علاوة على ذلك، ومع أن فلير كان ملزمًا بأداء مباريات الدفاع عن اللقب في كل منطقة ضد النجم /المنافس المختار للإقليم، إلا أن أي تغييرات في اللقب حدثت فقط بين فنانين آخرين بالاتفاق أيضًا مع كروكيت، مثل داستي رودز ورون غارفين.
كان لتوسع كروكيت السريع عواقب مالية كبيرة على جيه سي بي. فبحلول ديسمبر، اشترت الشركة منافستها يو دبليو إف؛ حتى أن كروكيت نقل العديد من موظفيه الإداريين من قاعدته في شارلوت إلى مكاتب يو دبليو إف السابقة في دالاس. أدار جيم كروكيت الابن ودستي رودز مكتب دالاس شخصيًا، تاركين شقيق جيم الابن ديفيد كروكيت مسؤولًا عن عمليات شارلوت. انسحب بوب جيجيل، رئيس إن دبليو إيه السابق الذي اشترى منظمته من كروكيت في فبراير 1987 من خلال شراكة، انسحب أيضًا من إن دبليو إيه. بدأت جيه سي بي أيضًا في تشغيل العروض في أسواق جديدة من الساحل إلى الساحل (غالبًا في ساحات لم تبع تذاكرها بالكامل)، مما أدى إلى زيادة كبيرة في تكاليف السفر والنفقات العامة الأخرى. تم تحديد بث أول محاولة دفع مقابل المشاهدة لجيه سي بي باسم ستارركايد 1987، في فترة عيد الشكر التقليدية، لكنها واجهت منافسة غير متوقعة من أول حدث دفع مقابل المشاهدة يتبع دبليو دبليو إف وهو سرفايفر سيريس، والذي كان من المقرر بثه في نفس الليلة. ولعدم الرغبة في الخسارة أمام دبليو دبليو إف في مسابقة دفع مقابل المشاهدة مباشرة، قرر كروكيت نقل وقت بدء ستارركايد إلى بعد ظهر عيد الشكر بدلًا من المساء. ومع ذلك، هددت دبليو دبليو إف بعد ذلك شركات الكابلات بأنها لن تعرض عليهم في المستقبل بث أي حدث يتبع لهم من نوع الدفع مقابل المشاهدة، بما في ذلك سرفايفر سيريس لهذا العام وراسلمينيا 4 عقبها إذا اختاروا بث ستارركايد. ونظرًا لأن دبليو دبليو إف كانت مزود محتوى الدفع مقابل المشاهدة الأول بلا منازع في أمريكا في ذلك الوقت، فقد التزمت شركات قليلة فقط ببث ستارركايد، مما أدى إلى تدمير ربحية الحدث.
بعد أن حذرت صناعة الكابلات ماكماهون من محاولة مثل هذه الخطوة مرة أخرى، شعر كروكيت أنه من الآمن إعادة تشغيل محاولات الدفع مقابل المشاهدة الخاصة به، وحدد بث بانكهاوس ستامبيد في يناير 1988. ومع ذلك، قامت دبليو دبليو إف مرة أخرى بالتخريب على جيه سي بي من خلال بث أول رويال رامبل على يو إس إيه نيتورك مقابل بانكهاوس ستامبيد، مما أدى إلى خفض سعر الشراء. حاول كروكيت بعد ذلك استخدام تكتيكات مكمان ضده، حيث قام ببث مباريات كلاش أوف ذا تشامبينس 1 –التي تتميز ببطاقة مباريات بجودة أحداث الدفع مقابل المشاهدة– على تي بي إس في محاولة لجذب المشاهدين بعيدًا عن راسلمينيا 4 التي بثت على نظام الدفع مقابل المشاهدة، والتي حدثت في نفس الليلة. كان هذا أحد التكتيكات القليلة التي نجحت بالفعل مع جيه سي بي في حربها مع دبليو دبليو إف، حيث كان معدل شراء راسلمينيا 4 أقل بكثير من سعر سرفايفر سيريس للعام السابق. ومع ذلك، صارت مباريات كلاش أوف ذا تشامبينس هي الشيء الوحيد الذي يمكن أن يستخدمه كروكيت لإبقاء إن دبليو إيه حية، مع أنها لم تشاهد بشكل كبير مثل حدث ساترداي نايتس ماين إيفينت التابع لدبليو دبليو إف. ولكونه على وشك الإفلاس، باع جيم كروكيت منظمات جيم كروكيت لتيد تيرنر في نوفمبر 1988، وتمت إعادة تسمية المنظمات إلى يونيفيرسال ريسلينغ كوربرايشن. وعقب فترة وجيزة، تمت إعادة تسميتها مرة أخرى إلى وورلد تشامبيونشيب ريسلينغ (دبليو سي دبليو).

### البيع لنظام تيرنر للبث (1988-1993)
يمكن أن يُعزى السقوط النهائي لجيه سي بي، والذي أدى إلى بيعها في النهاية إلى تيد تيرنر (وبالتالي ولادة دبليو سي دبليو) إلى عدة عوامل رئيسية. لقد أصيب ماغنوم تي إيه - أحد أفضل المحبوبين في جيه سي بي والذي كان من المقرر أن يصبح بطل بطولة الوزن الثقيل العالمية إن دبليو إيه في ستارركايد 1986 - بجروح بالغة في حادث سيارة قبل أكثر من شهرين من حدث ستارركايد (في 14 أكتوبر)، ولم يستطع المصارعة مرة أخرى. لذلك، قامت جيه سي بي بتحويل أكثر المكروهين نيكيتا كولوف، إلى محبوب في 25 أكتوبر، ليأخذ مكان ماغنوم تي إيه بينما لا يزال قادرًا على الحصول على تراكم مربح لحدث ستارركايد الرئيسي. نفّرت جيه سي بي المشجعين المخلصين في كارولينا من خلال نقل ستارركايد '87 وبانكهاوس ستامبيد إلى ساحات في شيكاغو ومدينة نيويورك، على التوالي. لم يكن لدى جيه سي بي تاريخ حقيقي ووجود في السوق في أي من مناطق المترو غير الجنوبية هذه، وقد عانت في النهاية قدرتها على جذب حشود ضخمة لعروض الساحة في الجنوب الشرقي، حيث حجب بعض المشجعين المحليين دعمهم بشكل انتقامي.
كما أُخذت قرارات الحجز في الاعتبار ضمن أسباب سقوط المنظمات. تخلصت جيه سي بي من محور قصة ذو ربحية محتملة بعد الاستحواذ على منظمة يو دبليو إف التابعة لبيل واتس من خلال «دفن» مواهب يو دبليو إف. فبدلًا من تصويرهم على أنهم منافسون على نفس الدرجة مع زملائهم مصارعي جيه سي بي، فقد تم تصويرهم وبطولاتهم في يو دبليو إف على أنهم من الدرجة الثانية مقارنةً بمصارعين جيه سي بي. وفي الوقت نفسه، فاز رون غارفين لاعب البطاقة الوسطى على البطل الدائم ريك فلير في مباراة على بطولة الوزن الثقيل العالمية إن دبليو إيه. ومع أنه تم حجز غارفين ليكون محبوبًا، إلا أن العديد من المعجبين لم يجدوه موثوقًا بما يكفي ليكون تهديدًا خطيرًا على فلير.
يبدو أن جيه سي بي أهملت أيضًا مراقبة إنفاقها الباذخ. طار كروكيت بنفسه مع أفضل مؤديه في طائرة خاصة باهظة الثمن. بالإضافة إلى تكلفة طائرة كروكيت الشخصية، كانت هناك مشتريات باهظة أخرى مثل سيارات الليموزين المقدمة للعديد من المصارعين وحفلات العمل العادية التي يحتفظ بها المسؤولون في جميع مكاتب جيه سي بي الإقليمية. بالإضافة إلى ذلك، كان المبلغ الكبير من رأس المال اللازم لأخذ شركة مصارعة في جولة وطنية واستحواذات كروكيت الإقليمية العنيفة قد استنزفت بشكل خطير خزائن جيه سي بي. عند شراء يو دبليو إف، تحملت جيه سي بي أيضًا مسؤولية ديون يو دبليو إف الكبيرة من عقود التلفزيون، إلخ.
تفاقم المشكلات التي جاءت مع التوسع كان نقصًا في الاستثمار بنوع التسويق اللازم لإنجاحه. كما ذكرنا، فإن البطاقات الرئيسية مثل ستارركايد وبانكهاوس ستامبيد لم يتم الإقبال عليها عند خروجها من الأراضي التقليدية لجيه سي بي. وفقًا لرودس، فقد فشلت جيه سي بي في الحصول على الاعتراف بالاسم الوطني الذي حققه مكمان مع وورلد ريسلينغ فيدرايشن. أشار رودز أيضًا إلى نجاح دبليو دبليو إف، حيث كان مكمان قادرًا ماليًا على جذب أفضل المواهب بعيدًا عن الشركات المنافسة. لهذا السبب، عرضت جيه سي بي على العديد من نجومها عقودًا مربحة –أي تدفع لهم ما يفوق قيمتهم الفعلية– لمنعهم من مغادرة الشركة.
عامل آخر كان يتسبب في سخط الجماهير وهو «نهاية داستي» (نوع من «الخيانة» الذي سمي على اسم داستي رودز، الذي لم يخترع المفهوم في الواقع، لكنه استخدمه كثيرًا في المباريات في العروض المنزلية العادية وأحداث الدفع مقابل المشاهدة / البطاقات الرئيسية، على حد سواء). نظرًا للإفراط في استخدام تسلسل نهاية المباراة هذا، فقد بدأ العديد من مشجعي جيه سي بي في توقع انحراف محاور القصص في أي لحظة، عندما يظهر مصارع شهير (عادة ما يكون محبوبًا) وهو يفوز بمباراة على اللقب ويكون على وشك الحصول على حزام البطولة (أو أي موقف مشابه)، فسيتم إلغاء الفوز بسبب شيء. نتيجة لذلك، بدأ ينخفض الحضور في العروض الحية - حتى في الأماكن التي تحقق فيها جيه سي بي تقليديًا حضورًا جيدًا أو جيدًا للغاية.
بحلول عام 1988، كانت جيه سي بي على وشك الإفلاس. في نوفمبر 1988، اشترى نظام تيرنر للبث حصة الأغلبية في جيه سي بي مقابل 9 ملايين دولار. احتفظت عائلة كروكيت بحقوق الأقلية، وأصبح كروكيت الابن مستشارًا. في النهاية، أعاد نظام تيرنر للبث تسمية العلامة التجارية وورلد تشامبيونشيب ريسلينغ. في عام 1993، انتهى وجود جيه سي بي.

### الإنعاش تحت قيادة كونراد طومسون وديفيد كروكيت (2022)
في 16 مايو 2022، أعلن ريك فلير أنه سيعود إلى الحلبة لمباراة أخيرة واحدة تحت رعاية منظمات جيم كروكيت في 31 يوليو 2022. بعد وقت قصير من إعلان فلير، قدم ديفيد كروكيت وكونراد طومسون من مؤتمر ستاركاست لمصارعة المصارعة علامات تجارية أمريكية على «منظمات جيم كروكيت» و«جيه سي بي» فيما يتعلق بأحداث المصارعة والأخبار والبضائع.
خلال مكالمة إعلامية تروج لحدث الدفع مقابل المشاهدة، صرح طومسون بأنه سيعطي 50% من العلامات التجارية الأمريكية الخاصة بمنظمات جيم كروكيت إلى ديفيد كروكيت في 1 أغسطس 2022، بعد انتهاء عطلة نهاية الأسبوع في ستاركاست.

## البطولات
| بطولات العالم                                                         | تاريخ النهاية | ملحوظات                                                                                   | تاريخ الإنعاش                    |
| --------------------------------------------------------------------- | ------------- | ----------------------------------------------------------------------------------------- | -------------------------------- |
| بطولة الوزن الثقيل العالمية إن دبليو إيه                              | -             | نشطةً حاليا                                                                                | نشطةً حاليا                       |
| بطولة النساء العالمية إن دبليو إيه                                    | -             | نشطة حاليًا                                                                                | نشطة حاليًا                       |
| بطولة الوزن خفيف الثقيل إن دبليو إيه                                  | 1989          | تم تشغيلها من 1995 إلى 2017                                                               | 2022                             |
| بطولة التلفزيون العالمية إن دبليو إيه (نسخة ميد-أتلانتك)              | 1991          | صارت بطولة التلفزيون العالمية دبليو سي دبليو                                              | 2020                             |
| بطولة الفرق الثنائية العالمية إن دبليو إيه (نسخة ميد-أتلانتك)         | 1991          | أصبحت بطولة الفرق الثنائية العالمية دبليو سي دبليو                                        | 1992-1993، 1995                  |
| بطولة بطولة الفرق الثلاثية العالمية إن دبليو إيه (نسخة ميد-أتلانتك)   | 1989          | أصبحت بطولة بطولة الفرق الثلاثية العالميةدبليو سي دبليو                                   | خاملة                            |
| بطولة الولايات المتحدة                                                | تاريخ النهاية | ملحوظات                                                                                   | تاريخ الإنعاش                    |
| بطولة الولايات المتحدة للوزن الثقيل إن دبليو إيه (نسخة ميد-أتلانتك)   | 1991          | صارت بطولة الولايات المتحدة للوزن الثقيل دبليو سي دبليو                                   | 2003 (دبليو دبليو إي: سماكداون!) |
| بطولة الولايات المتحدة للفرق الثنائية إن دبليو إيه (نسخة ميد-أتلانتك) | 1991          | أصبحت بطولة الولايات المتحدة للفرق الثنائية دبليو سي دبليو                                | خاملة                            |
| بطولة الولايات المتحدة النسائية إن دبليو إيه                          | 1989          | خاملة                                                                                     | خاملة                            |
| البطولات الوطنية                                                      | تاريخ النهاية | ملحوظات                                                                                   | تاريخ الإنعاش                    |
| بطولة الوزن الثقيل الوطنية إن دبليو إيه (نسخة جورجيا)                 | 1987          | موحدة مع بطولة الولايات المتحدة للوزن الثقيل (نسخة ميد-أتلانتك)                           | 1997                             |
| بطولة التلفزيون الوطنية إن دبليو إيه (نسخة جورجيا)                    | 1986          | انتهت لصالح بطولة التلفزيون العالمية إن دبليو إيه (نسخة ميد-أتلانتك)                      | خاملة                            |
| بطولة الفرق الثنائية الوطنية إن دبليو إيه (نسخة جورجيا)               | 1985          | تم استبدالها ببطولة بطولة الولايات المتحدة للفرق الثنائية إن دبليو إيه (نسخة ميد-أتلانتك) | خاملة                            |
| البطولات الإقليمية                                                    | تاريخ النهاية | ملحوظات                                                                                   | تاريخ الإنعاش                    |
| بطولة الوزن الثقيل ميد-أتلانتك                                        | 1986          | انتهت عندما أصبحت جيه سي بي منظمة بين الأقاليم                                            | خاملة                            |
| بطولة ميد-أتلانتك إن دبليو إيه                                        | 1984          | تمت ترويجها كبطولة التلفزيون العالمية إن دبليو إيه (نسخة ميد-أتلانتك)                     | خاملة                            |
| بطولة الفرق الثنائية ميد-أتلانتك إن دبليو إيه                         | 1984          | انتهت عندما أصبحت جيه سي بي منظمة بين الأقاليم                                            | 1999-2017                        |
| بطولة تراث الولايات الغربية إن دبليو إيه                              | 1989          | انتهت عندما عاد البطل النهائي لاري زابيسكو إلى إيه دبليو إيه                              | خاملة                            |

## روابط خارجية
- Wrestling-Titles.com: منظمات جيم كروكيت
- Wrestling-Titles.com: إن دبليو إيه ميد-أتلانتك تشامبيونشيب ريسلينغ
- ميد-أتلانتك غايت أواي
- ميد-أتلانتك تشامبيونشيب ريسلينغ